# カミアシャギ
カミアシャギ（神アシャギ、神アサギ）は、沖縄本島北部地方において、集落の神祭りを行う小屋。4本柱または6本柱で壁がない吹き抜け構造で、床張りもなく、軒が極端に低く、腰をかがめないと中に入れない。茅葺屋根の寄棟造が伝統的な様式だが、戦後にはコンクリート造りのものも登場した。

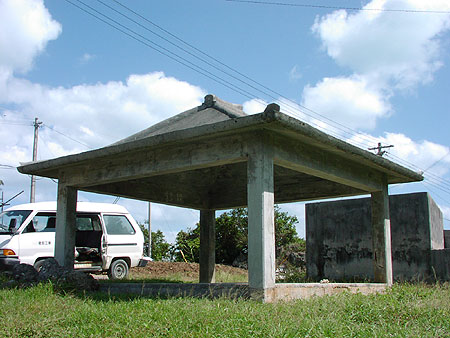
カミアシャギ

## 概要
カミアシャギは沖縄本島中南部に見られる祭祀場のトゥン（殿）の古い形態と言われ、カミアシャギが分布する地域は「神アサギ文化圏」「北山文化圏」に分類され、三山統一以前の北山王国の版図に重なるとされる。

## 文化財
以下のカミアシャギは、沖縄県の有形民俗文化財に指定されている。
- 伊平屋村我喜屋の神あしあげ 1棟 - 1977年（昭和52年）7月11日指定[4]
- 伊平屋村島尻の神あしあげ 1棟 - 同上[4]
- 伊是名村諸見の神アサギ附拝所 1棟 - 1994年（平成6年）2月4日指定[4]
- 伊是名村仲田の神アサギ附宅地 1棟 - 同上[4]
- 伊是名村伊是名の神アサギ附拝所 1棟 - 同上[4]
- 伊是名村勢理客の神アサギ附宅地 1棟 - 同上[4]